# Funicular del Tibidabo
El funicular del Tibidabo, conegut actualment com la Cuca de Llum, és un funicular de Barcelona que uneix la Plaça del Doctor Andreu amb el Tibidabo. El seu trajecte té una longitud de 1152 metres i l'estació inferior està connectada amb el Tramvia Blau.
Es tracta del primer transport d'aquestes característiques que va funcionar a Catalunya, el seu funcionament va impulsar altres projectes arreu del territori.

## Història
La necessitat de dotar d'un transport d'accés al nou parc projectat del Tibidabo i el fort pendent de la muntanya van fer del funicular l'opció escollida entre l'Avinguda Tibidabo i el nou parc, que es complementaria amb el tramvia a la part inicial. El promotor fou el doctor Salvador Andreu, que s'inspirà en el que va veure en un viatge a Suïssa. Fundà la societat Tibidabo, el 20 de febrer de 1899, amb el seu amic Romà Macaya i Gibert i també amb Ròmul Bosch i Alsina, Francesc Simón o Teodor Roviralta. El projecte el dissenyà l'enginyer Bonaventura Roig i Queralt, amb participació de Siemens AG, i després dels rigorosos estudis, va començar les obres el 16 de juny de 1900. Al cap d'un any, el 3 de juliol de 1901, el funicular feia la primera ascensió, i la inauguració social no es faria fins al 29 d'octubre de 1901; havia costat 697.000 pessetes.
Aquest funicular es convertiria en la primera gran atracció del Parc d'atraccions Tibidabo, atès el caràcter innovador a l'època d'aquest singular mitjà de transport.

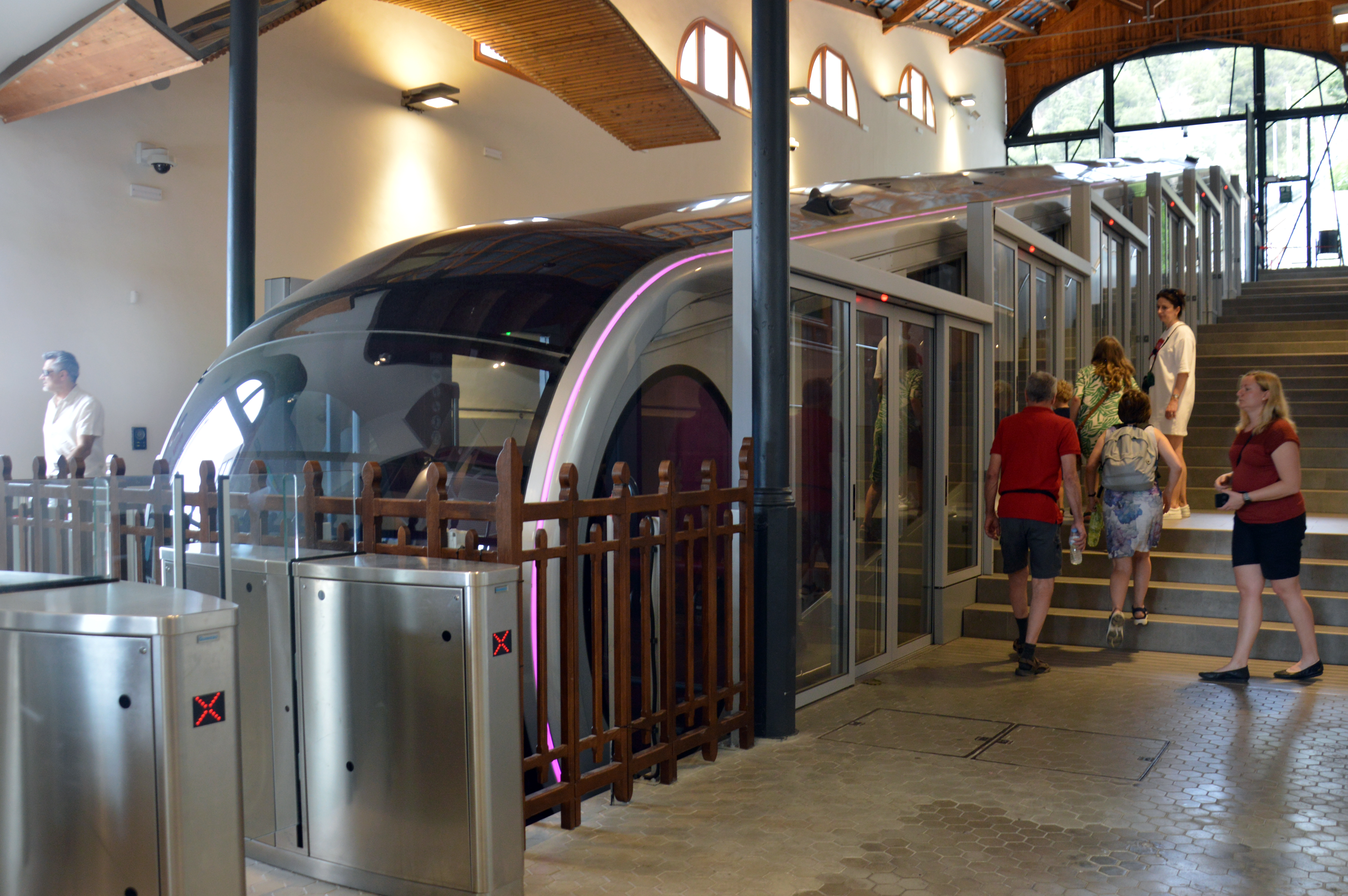
Vehicles nous en ús des del 2021.

Els primers vehicles fabricats pels tallers Estrada de Sarrià foren de fusta amb 5 compartiments. Van ser substituïts el 1958 per 4 vehicles construïts per Macosa, d'un sol vagó, que operaren fins al 15 de setembre de 2019. Després de 21 mesos, el 12 de juny de 2021 el funicular tornava a obrir amb nous vehicles i un cop enllestida la renovació de la infraestructura.

## Característiques de la línia
El Funicular del Tibidabo és el més antic dels tres que hi ha a Barcelona i dels sis que hi ha en total a Catalunya. Té una longitud de 1130 metres amb un desnivell de 275 metres amb un pendent màxim de 25,7%. Té via única en el seu recorregut excepte a la part intermèdia, on es creuen els dos vehicles.

## Galeria

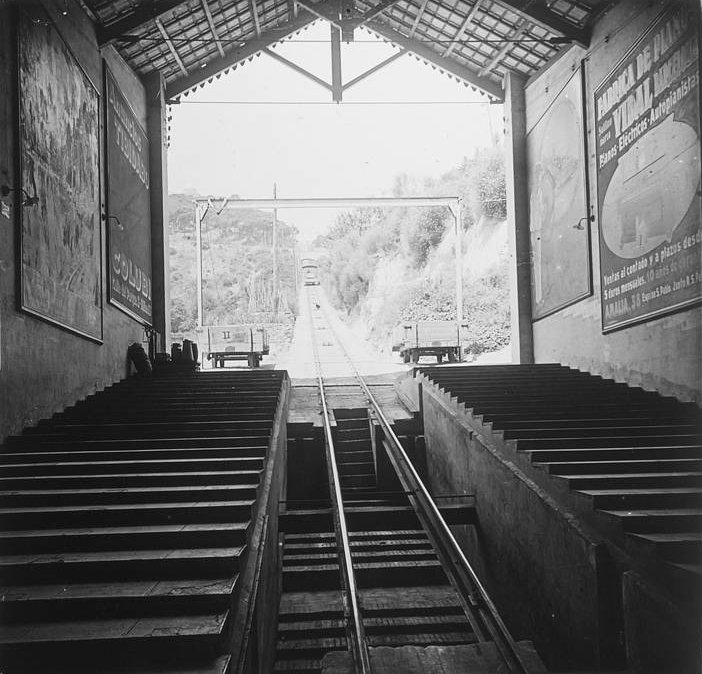
Estació del Funicular de Tibidabo l'any 1918
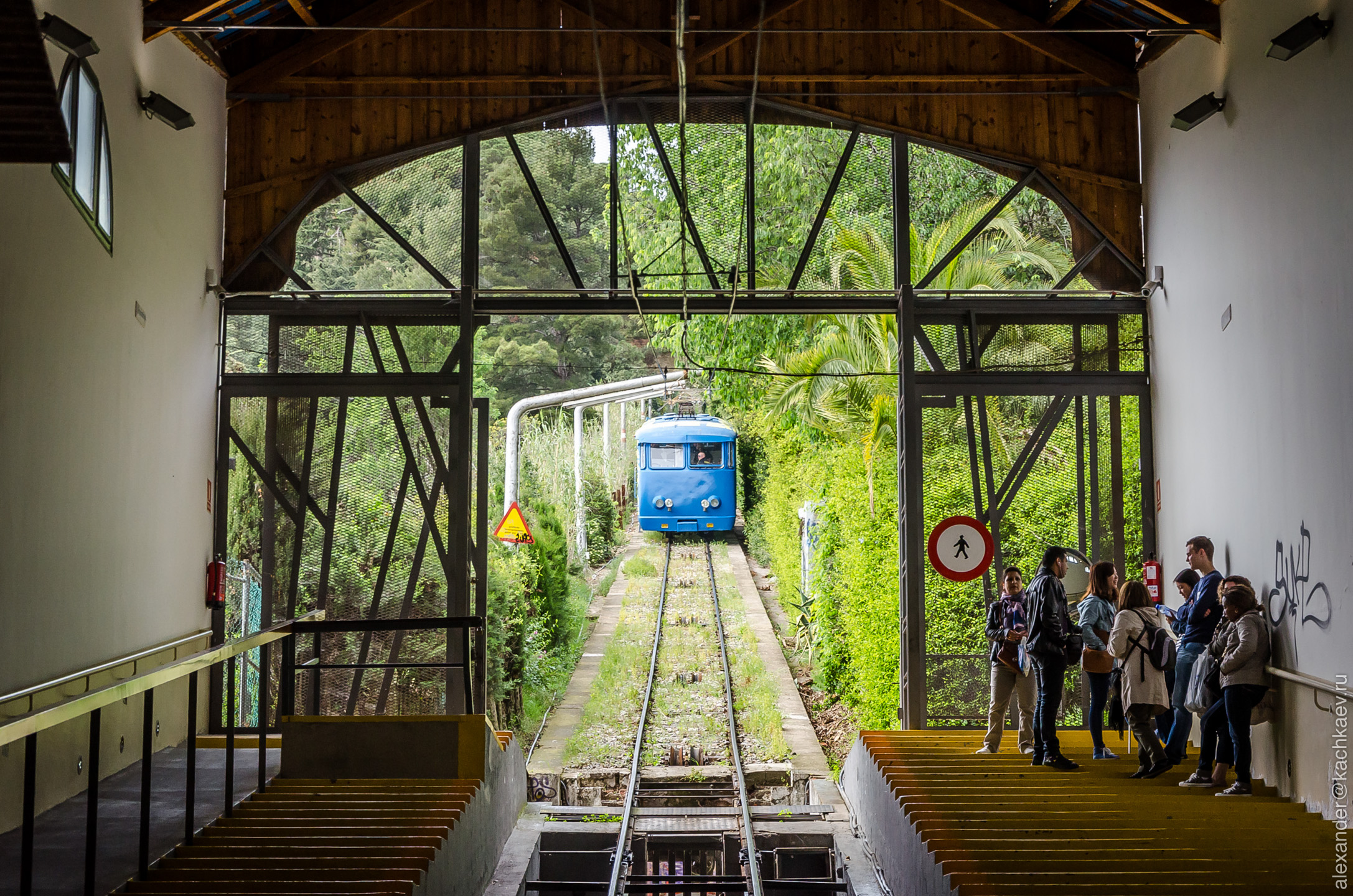
Un funicular arribant a l'estació de la Plaça del Doctor Andreu
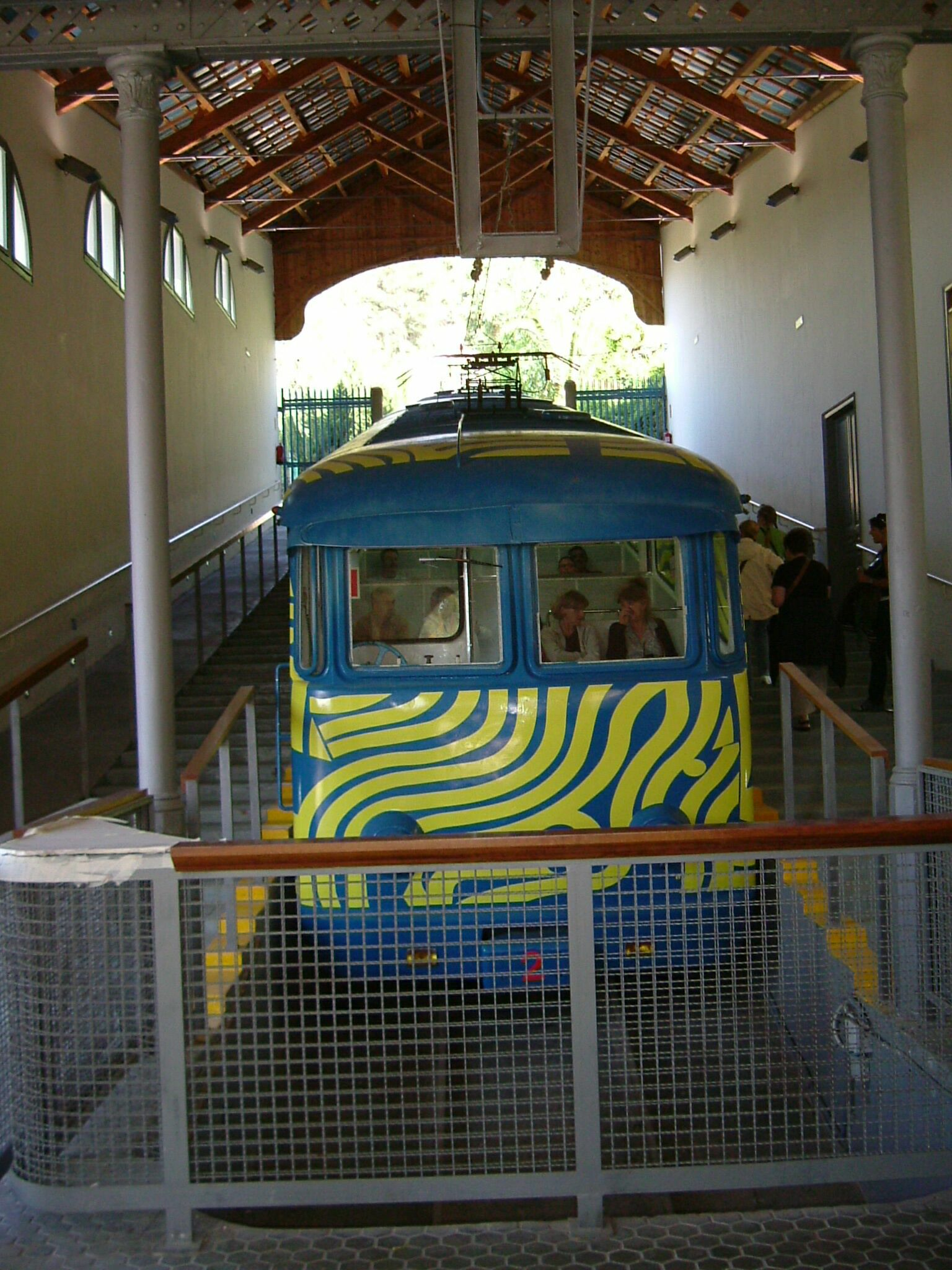
Un dels vagons del funicular
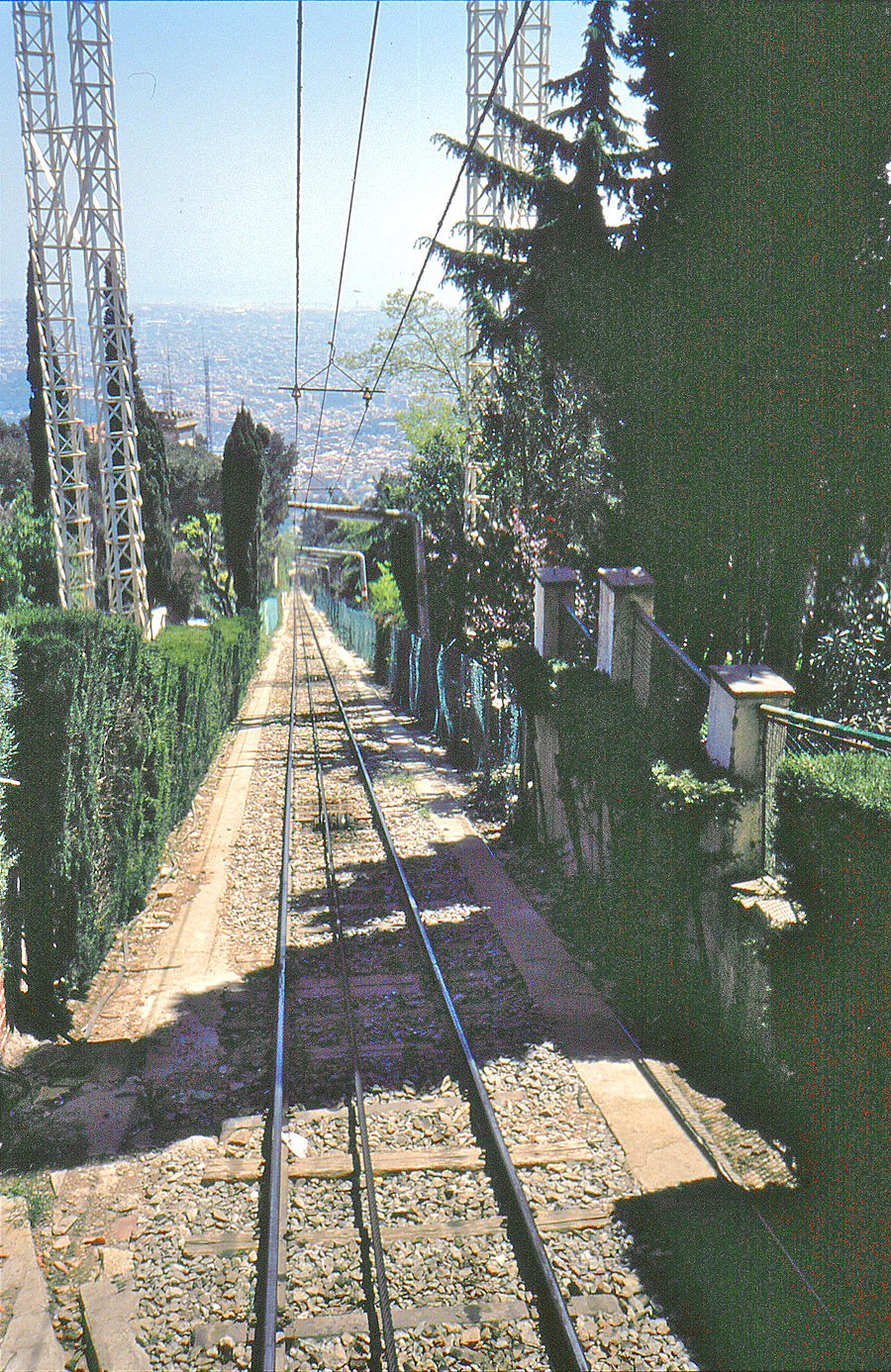
Part superior del funicular